# Corps Saxonia Göttingen

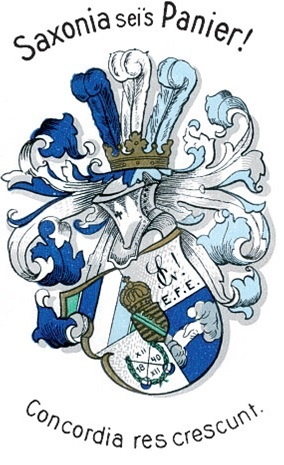
Saxonias Wappen

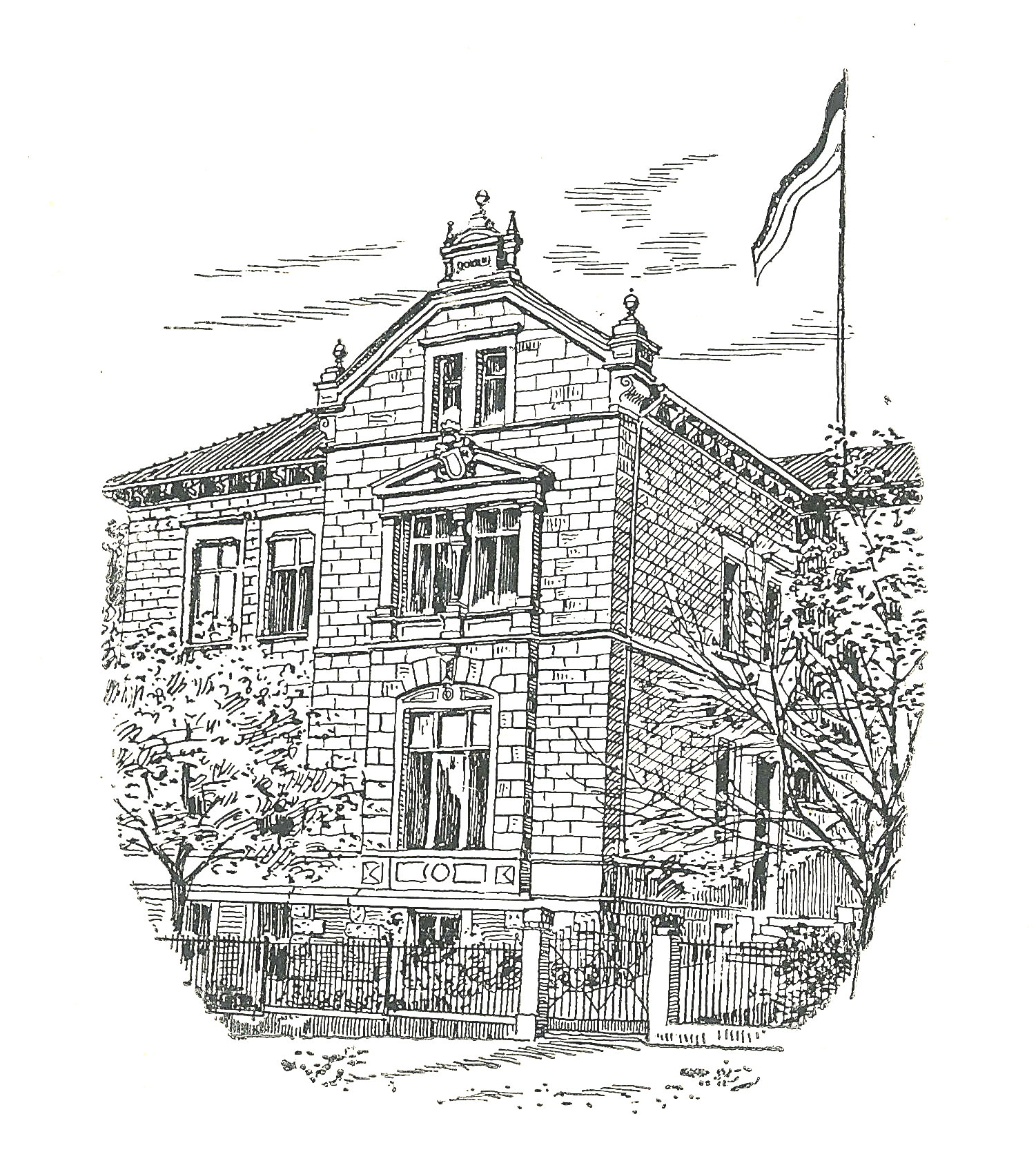
Erstes Corpshaus, Theaterplatz 5

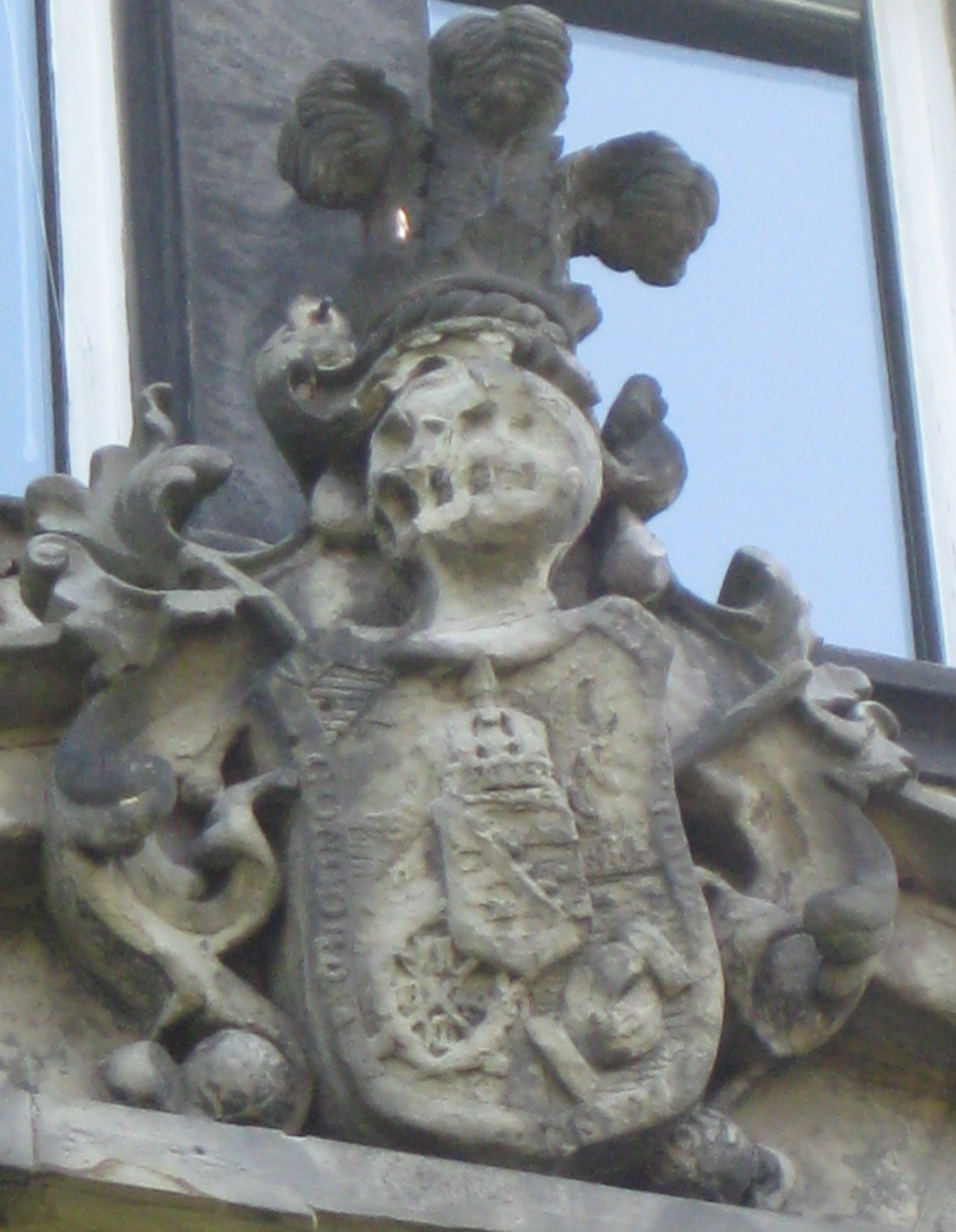
Wappen am alten Corpshaus

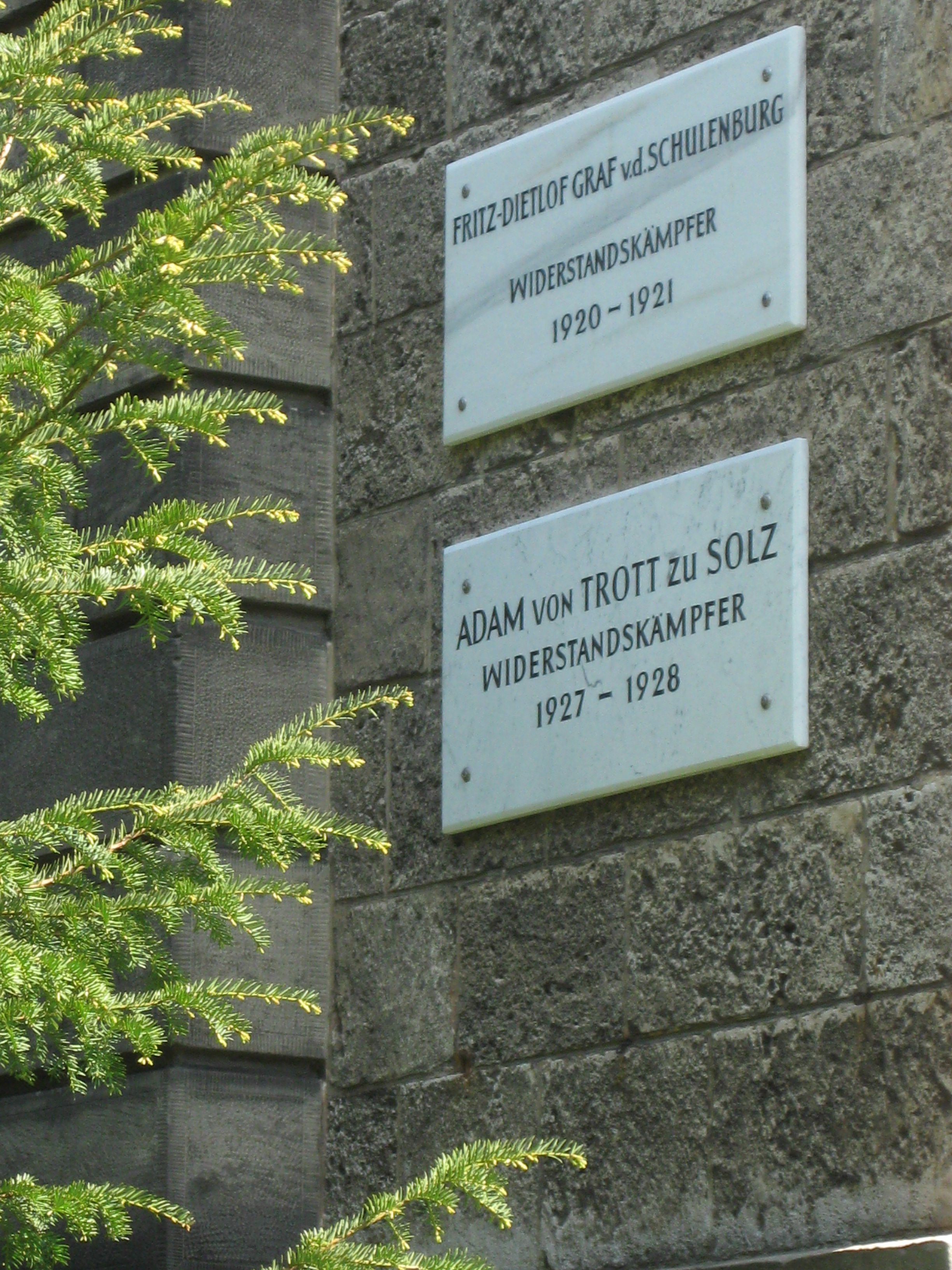
Göttinger Gedenktafeln am ehemaligen Corpshaus

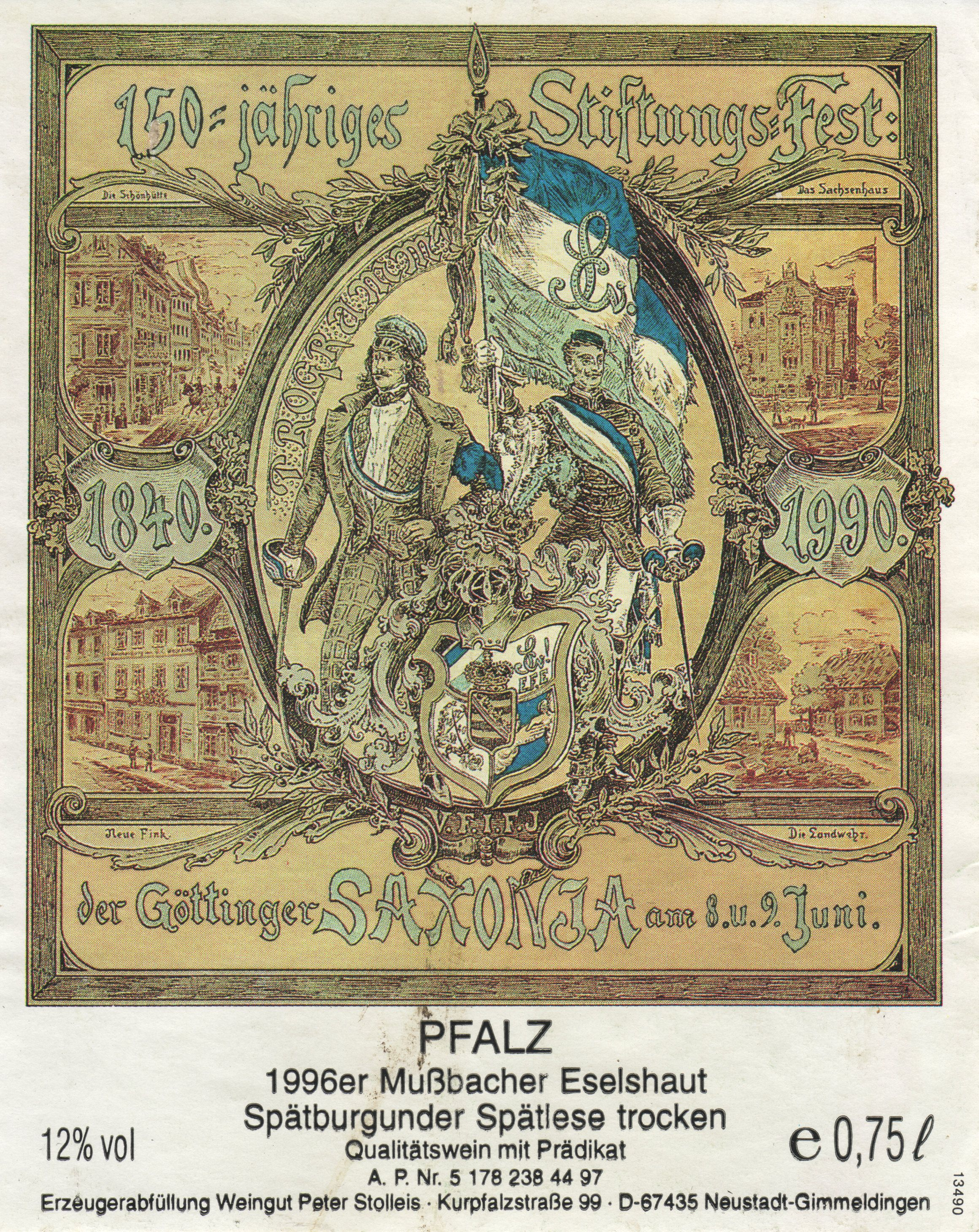
Sachsenwein

Das Corps Saxonia Göttingen ist eine Studentenverbindung im Kösener Senioren-Convents-Verband (KSCV). Es ficht Mensuren und trägt Farben. Saxonia vereint Studenten und ehemalige Studenten der Georg-August-Universität Göttingen. Die Corpsmitglieder werden Göttinger Sachsen (Gö-Sachsen) genannt.

## Wappen und Couleur

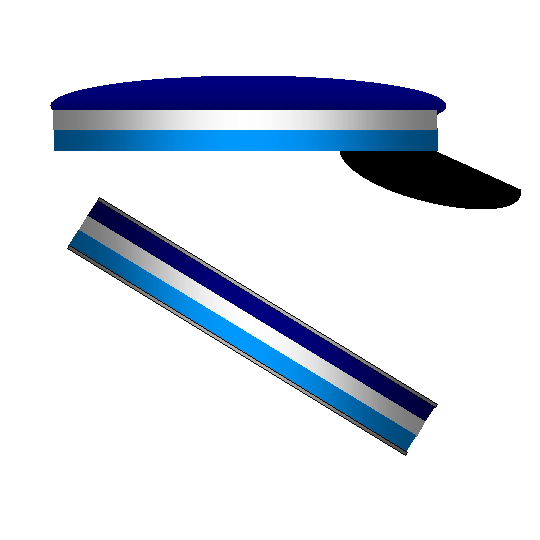
Couleur des Corps Saxonia Göttingen, Studentenmütze und Corpsburschenband
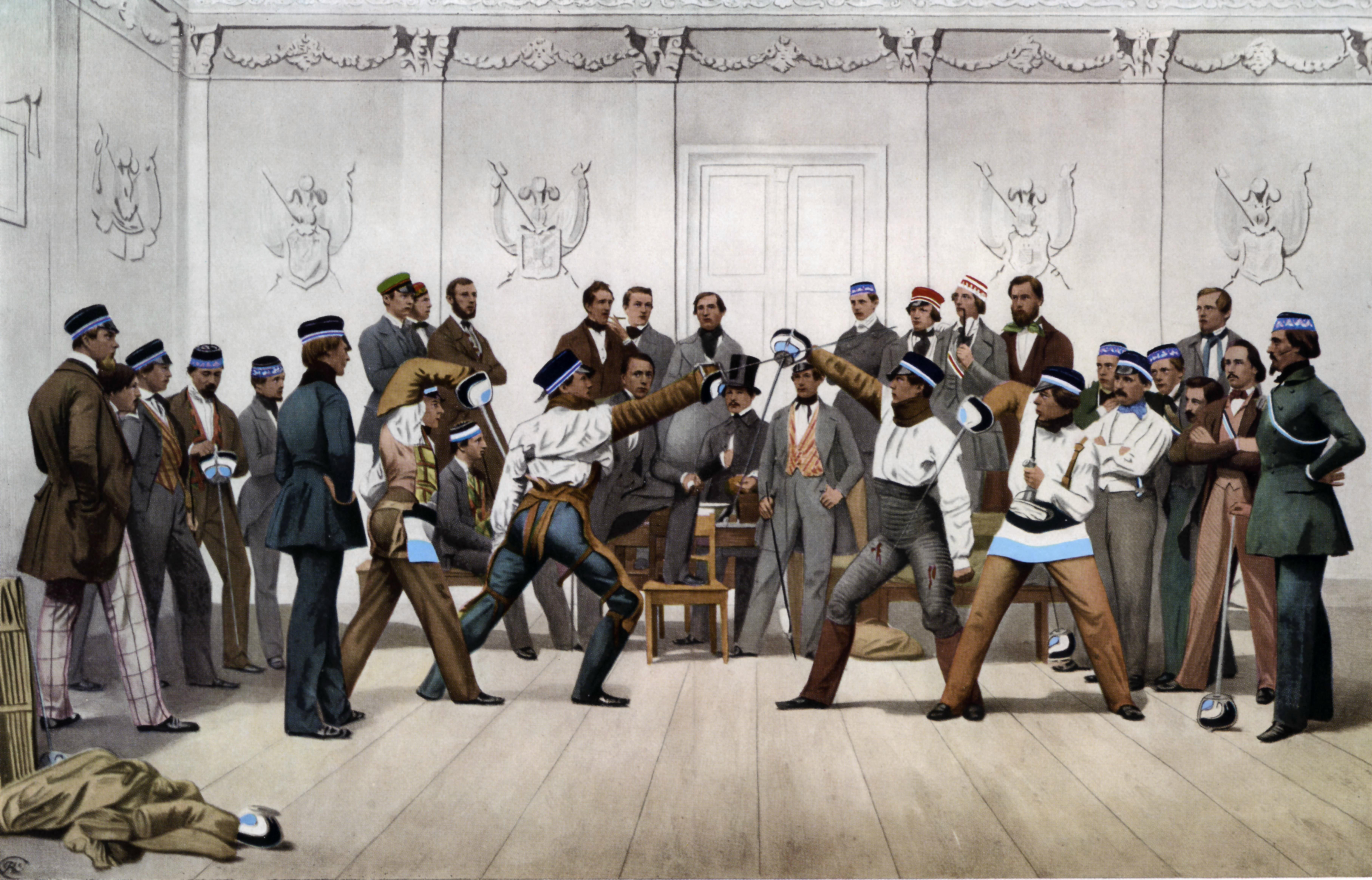
Mensur 1847: v. Korff, Corps Brunsviga, und Meyer (rechts), Corps Saxonia

Das Corpswappen zeigt zwischen Farben und Zirkel die sächsische Raute (einem neunmal von Schwarz und Gold geteilten Feld mit einem schrägrechten grünen Rautenkranz), welche auf das Wappen des ehemaligen Königreichs Sachsen zurückgeht.
Saxonia hat die Farben dunkelblau-weiß-hellblau mit silberner Perkussion. Dazu wird eine kleine dunkelblaue Mütze als Hinterhauptcouleur getragen. Wie die anderen Göttinger Corps kennt Saxonia kein Fuchsband.
Der Wahlspruch lautet Vivant fratres intimo foedere iuncti! Der Wappenspruch lautet Concordia res crescunt.

## Geschichte
Das Corps Saxonia wurde ursprünglich als Landsmannschaft am 12. Dezember 1840 von Studenten der Georg-August-Universität gegründet. Der offizielle Stiftungstag des Corps ist der 28. Juli 1844. Saxonia ist seit Gründung des Verbandes im Jahre 1848 Mitglied im Kösener Senioren-Convents-Verband (KSCV).
1889 und 1968 war Saxonia präsidierendes Vorortcorps und stellte die Vorsitzenden des oKC.

## Corpshaus
Das Corps Saxonia hatte das älteste Corpshaus in Göttingen, Theaterplatz 5. Architekt war der Göttinger Stadtbaurat Heinrich August Anton Gerber. Der Grundstein wurde am 16. Mai 1888 von Prinz Albrecht gelegt. Er war zu dem Zeitpunkt Regent des Herzogtums Braunschweig und vertrat seinen todkranken Cousin Friedrich III. als Rector Magnificentissimus der Göttinger Universität. Prinz Albrecht hatte besondere Beziehungen zu den Göttinger Sachsen, da er selbst dem Corps Borussia Bonn angehörte, das mit Saxonia seit 1858 im Kartell steht. Das Corpshaus ging 1935 an die Stadt Göttingen über und wurde zeitweilig als Stadtarchiv genutzt. Nach dem Zweiten Weltkrieg erwarben die Sachsen einen Neubau im Ostviertel der Stadt.

## Auswärtige Beziehungen
Das Corps Saxonia ist Mitglied im Kösener Senioren-Convents-Verband (KSCV) und gehört zu den Unterzeichnern des Göttinger SC-Comments. Der Göttinger Senioren-Convent besteht heute aus sechs Kösener Corps.
Mit dem Corps Borussia Bonn und dem Corps Saxo-Borussia Heidelberg bildet das Corps Saxonia aufgrund der gegenseitigen Kartelle den Weißen Kreis innerhalb des KSCV. Ein Kartell besteht zudem mit dem Corps Pomerania Greifswald, für das Saxonia während der deutschen Teilung die Patenschaft übernommen hatte. Das langjährige Kartell mit dem Corps Starkenburgia wurde 1930 gebrochen. Außerdem bestand von der Wiederbegründung nach dem Zweiten Weltkrieg bis 1965 ein offizielles Verhältnis zum Corps Hannovera Göttingen (sog. Ortskartell).
Ungebrochen sind die Kartellbeziehungen zu den längst suspendierten und erloschenen Corps Marchia Halle und Misnia III.

## Bekannte Mitglieder
Nach Geburtsjahr geordnet

### Fürsten und Standesherren

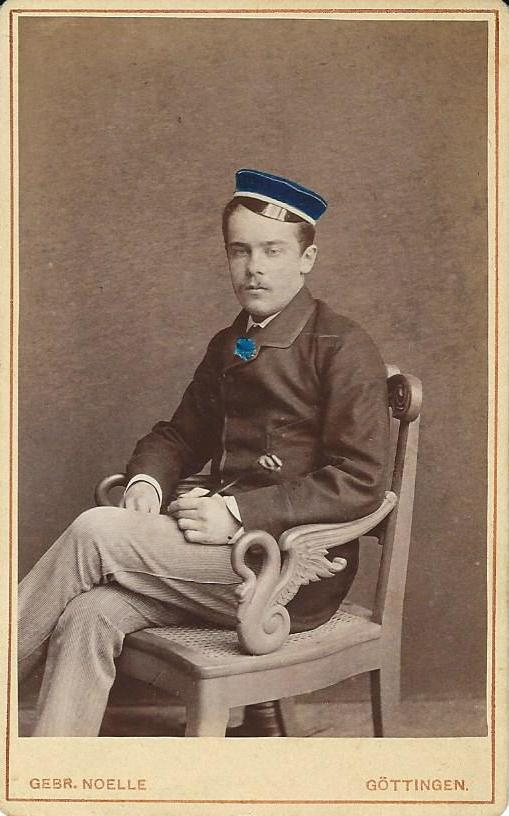
Karl Prinz zu Ratibor und Corvey als Conkneipant der Saxonia, 1879

- Bruno zu Ysenburg und Büdingen (1837–1906), 3. Fürst zu Ysenburg-Büdingen, Präsident der Ersten Kammer des Großherzogtums Hessen
- Ludwig Riedesel zu Eisenbach (1846–1924), Standesherr für die Herrschaft Riedesel, hessischer Erbmarschall, Mitglied der Ersten Kammer der Landstände des Großherzogtums Hessen und des Preußischen Herrenhauses
- Victor II. Amadeus von Ratibor (1847–1923), Standesherr
- Hermann, Herzog zu Trachenberg, Fürst von Hatzfeldt (1848–1933), Oberpräsident in Schlesien
- Adolf Friedrich V. (1848–1914), Großherzog von Mecklenburg, Regent im Landesteil Strelitz
- Karl Prinz von Ratibor und Corvey (1860–1931), Oberpräsident der Provinz Westfalen
- Christian-Ernst zu Stolberg-Wernigerode (1864–1940), Chef des Hauses Stolberg
- Heinrich Graf v. Reichenbach-Goschütz (1865–1946), Standesherr
- Wolfgang zu Ysenburg und Büdingen (1877–1920), 4. und letzter Fürst zu Ysenburg-Büdingen

### Parlamentarier und Minister
- Albert v. Holleben (1825–1902), Geheimer Staatsrat, Kammerherr und Finanzvorstand im Fürstlich Schwarzburgischen Ministerium
- Otto Reinhardt (1826–1915), Jurist, MdR, Staatsminister des Fürstentums Schwarzburg-Sondershausen
- Levin von Wintzingeroda-Knorr (1830–1902), deutscher Politiker
- Karl Langner (1830–1895), Rittergutsbesitzer, Mitglied des Westpreußischen Provinziallandtags und Provinzialschusses
- Adolf von Arnim-Boitzenburg (1832–1887), MdR
- Albert Gröning (1839–1903), Bremer Senator und Bürgermeister
- Traugott Hermann von Arnim-Muskau (1839–1919), Diplomat, MdR, MdHH
- Hans von Bodenhausen-Degener (1839–1912), Rittergutsbesitzer, MdHH
- Raban Spiegel von und zu Peckelsheim (1841–1906), Landrat, Mitglied des Westfälischen Provinziallandtags
- Fritz Graf v. der Schulenburg-Angern (1843–1921), Landrat, MdHH
- Hans Hermann von Berlepsch (1843–1926), preußischer Staatsminister für Handel und Gewerbe
- Siegfried von Saldern (1843–1913), MdR
- Curt von Bülow (1843–1919), Rittergutsbesitzer, Kammerherr des Kaisers, Mitglied des Provinziallandtags und Vorsitzender des Provinzialausschusses der Provinz Sachsen
- Karl von Oertzen (1844–1914), Staatsminister des Fürstentums Lippe-Detmold, Regierungspräsident der Hohenzollernschen Lande und von Lüneburg
- Maximilian Frhr. v. Gagern (1844–1911), hessischer Minister und Gesandter in Berlin, Bevollmächtigter zum Bundesrat
- Otto von Manteuffel (1844–1913), MdR, MdHH
- Bernhard von Bassewitz-Levetzow (1846–1899), Majoratsherr, MdHdA
- Oskar von Hasselbach (1846–1903), Landrat, MdR, MdHdA
- Jordan von Kröcher (1846–1918), Präsident des Preußischen Abgeordnetenhauses
- Friedrich v. Stülpnagel (1847–1914), Kurator der Ritterakademie Brandenburg, preußischer Politiker
- Adalbert von Conrad (1848–1928), Rittergutsbesitzer, Landrat des Landkreises Graudenz, MdHdA
- Wilhelm Riedesel zu Eisenbach (1850–1918), Landrat der Kreise Ahaus und Gelnhausen, Landeshauptmann der Provinz Hessen-Nassau, MdHdA
- August von Rumohr (1851–1914), Rittergutsbesitzer, Kammerherr, MdHH
- Gerhard Hoeppner (1852–1898), Rittergutsbesitzer, Landeshauptmann von Pommern, MdHdA
- Wilhelm von Maltzan-Wartenberg (1854–1933), MdR
- Martin von Wegnern (1855–1897), fürstlich schaumburg-lippischer Staatsminister
- Wernher von Quistorp (1856–1908), MdHdA, MdHH
- Wolfram von Richthofen (1856–1922), Gutsbesitzer, MdHH
- Hans Dietrich von Zanthier (1856–1925), preußischer Landrat und Politiker
- Wilhelm von Waldow (1856–1937), preußischer Staatsminister
- Karl von Waldow und Reitzenstein (1858–1945), Rittergutsbesitzer, MdR, MdHH
- Rudolf von der Schulenburg (1860–1930), Oberpräsident in Brandenburg und Sachsen, MdHH
- Ernst Julius von Seidlitz-Sandreczki (1863–1930), Majoratsherr, MdHH
- Robert von Scheller-Steinwartz (1865–1921), Gesandter in Abessinien, Sachsen-Altenburgischer Staatsminister
- Arthur Clairon d’Haussonville (1866–1913), Landrat des Landkreises Merseburg, MdHdA
- Joachim von Bredow (1867–1941), MdHH
- Wolf Friedrich von Kleist-Retzow (1868–1933), Großgrundbesitzer, Landrat des Landkreises Belgard, Erbküchenmeister von Hinterpommern, Mitglied des Pommerschen Provinziallandtags
- Heinrich von Oppen (1869–1925), Rittergutsbesitzer, Landrat des Landkreises Oberbarnim, Polizeipräsident von Breslau und Berlin, Mitglied des Provinziallandtags von Brandenburg und des Preußischen Staatsrats
- Joachim von Bredow (1872–1926), Rittergutsbesitzer, Landrat der Landkreise Sorau und Niederbarnim, Geschäftsführer und stellvertretender Vorsitzender des Verbandes der Preußischen Landkreise, Hauptritterschaftsdirektor, Bevollmächtigter zum Reichsrat
- Friedrich von Eichel-Streiber (1876–1943), thüringischer Landes- und Kirchenpolitiker, Mitglied der Bekennenden Kirche Thüringens
- Magnus Frhr. v. Braun (1878–1972), Reichsminister für Ernährung und Landwirtschaft (Vater von Wernher v. Braun)
- Werner von Mirbach (1878–1928), Landrat des Landkreises Neidenburg, Mitglied des Provinziallandtags von Ostpreußen und des Preußischen Landtags
- Wilhelm Frhr. v. Gayl (1879–1945), Reichsinnenminister
- Heinrich Remigius Bartels (1880–1958), Rittergutsbesitzer, MdHdA
- Ewald von Kleist-Wendisch Tychow (1882–1953), Gutsbesitzer und Politiker
- Kurt von Borries (1885–1967), Politiker
- Konrad von Dressler (1885–1955), Präsident des Landtags des Memelgebiets
- Claus-Joachim von Heydebreck (1906–1985), Präsident des Landtages und Kultusminister von Schleswig-Holstein

### Verwaltungs- und Wirtschaftsjuristen
- Gustav von Heimburg (1828–1910), Landrat des Kreises Linden
- Ernst von Witzendorff (1828–1896), Mitglied des Kammer- und Forstkollegiums des Großherzogtums Mecklenburg-Schwerin
- Hermann Franzius (1831–1911), Kreishauptmann, später Landrat des Landkreises Osterholz
- Diederich von Mecklenburg (1833–1893), Kammerherr und Landrat
- Achatz von Bismarck (1833–1874), Landrat des Landkreises Ostprignitz
- Ludolf August v. Bismarck (1834–1924), Landrat des Kreises Stendal, Landeshauptmann der Altmark
- Hugo von Brackel (1834–1907), Landrat
- Prosper Caspar Leonard Devens (1834–1882), preußischer Beamter
- Gustav von Oertzen (1836–1911), kaiserlicher Kommissar in Deutsch-Neuguinea
- Robert von Bolschwing (1836–1903), Hauptmann der Hauptmannschaft Bauske, Oberhauptmann der Oberhauptmannschaft Mitau
- Paul von Weissenbach (1837–1907), Kammerherr, Amtshauptmann der Amtshauptmannschaften Flöha, Großenhain und Dresden-Neustadt
- Gottlieb von Both (1837–1906), Kammerherr, Chef der obersten Verwaltungsbehörde des Großherzoglichen Haushalts des Großherzogtums Mecklenburg-Schwerin
- Albert von Bennigsen-Foerder
- Wilhelm Woldeck von Arneburg (1838–1877), Landrat der Kreise Schwetz und Plön
- Ludwig von Lehsten (1840–1910), mecklenburgischer Landdrost, Leiter der Hagenower Kalibergwerke
- Graf Constantin zu Stolberg-Wernigerode (1843–1905), Oberpräsident von Hannover
- Ernst von Gustedt (1845–1924), Generallandschaftsdirektor der Provinz Sachsen, Mitglied des Preußischen Abgeordnetenhauses
- Karl Busso Gottlob von Wedel (1845–1917), preußischer Landrat und Kammerherr
- Eberhard von der Recke (1847–1920), Landrat des Landkreises Querfurt, Regierungspräsident in Köslin und Merseburg, diensttuender Kammerherr und Kabinettsrat von Kaiserin Auguste Viktoria
- Friedrich von Barnekow (1848–1908), Regierungspräsident des Regierungsbezirks Osnabrück
- Franz Krahmer (1851–1930), Landrat des Kreises Thorn, Regierungspräsident des Regierungsbezirk Posen
- Max Kricheldorff (1851–1925), Landrat des Landkreises Northeim
- Alfred von Conrad (1852–1914), Chef der Reichskanzlei, Oberpräsident in Brandenburg
- Ernst von Bismarck (1853–1931), Landrat, Besitzer des Gutes Vierhof in Pommern
- Felix Krahmer (1853–1907), Landrat der Kreise Dannenberg und Allenstein
- Georg Reuter (1855–1930), Präsident des Oberlandesgerichts Naumburg
- Heino von Bischoffshausen (1855–1933), Landrat des Landkreises Witzenhausen
- Heinrich von Below (1856–1907), Rittergutsbesitzer, Landrat des Landkreises Schlawe i. Pom.
- Dedo von Krosigk (1858–1932), Kreisdirektor des Landkreises Bernburg, Kammerherr, Rittergutsbesitzer
- Oswald von Carlowitz (1859–1910), Rittergutsbesitzer, Kammerherr, Amtshauptmann der Amtshauptmannschaften Oschatz und Bautzen
- Georg von Loeper (1863–1938), Bürgermeister von Saargemünd, Kreisdirektor der Kreise Forbach und Metz
- Karl Rieß von Scheurnschloß (1863–1948), Rittergutsbesitzer, Kammerherr, Landrat des Landkreises Hofgeismar, Polizeipräsident von Frankfurt am Main
- Karl von Rose (1863–1945), Rittergutsbesitzer, Landrat des Kreises Schroda
- Karl von Behr (1864–1941), Landrat, Kabinettsrat der Kaiserin Auguste Viktoria
- August von Kospoth (1864–1917), Landrat des Kreises Oels in Schlesien
- Traugott von Jagow (1865–1941), Polizeipräsident von Berlin, Teilnehmer am Kapp-Putsch
- Friedemann von Münchhausen (1865–1936), Landrat des Landkreises Eckartsberga
- Robert von Wilms (1865–1945), Landrat des Landkreises Osthavelland, Vortragender Rat an der Oberrechnungskammer in Potsdam
- Georg von Steinmann (1866–1938), Landrat in Hünfeld und Glatz
- Gustav von Keudell (1866–1935), Landrat des Landkreises Preußisch Eylau, Regierungsvizepräsident in Erfurt
- Georg von Stosch (1866–1914), Landrat des Landkreises Militsch
- Wilhelm v. Bismarck (1867–1935), Landrat des Kreises Stendal
- Adolf von Massenbach (1868–1947), Landrat in Wreschen, Regierungspräsident in Potsdam
- Claus von Borcke (1868–1949), Landrat des Landkreises Liebenwerda
- Hans Joachim von Brockhusen (1869–1928), Landrat des Kreises Grünberg
- Friedrich Frhr. v. Falkenhausen (1869–1946), Verwaltungsjurist, Schriftsteller und Übersetzer
- Carl Mosler (1869–1905), Landrat des Landkreises Schildberg
- Wilhelm von Lympius (1870–1934), Landrat der Landkreise Lingen und Görlitz, Richter am Preußischen Oberverwaltungsgericht
- Gebhard von Trotha (1871–1933), Landrat des Untertaunuskreises und des Kreises der Eder
- Philipp von Lucke (1872–1931), Rittergutsbesitzer, Landrat des Landkreises Rothenburg/Oberlausitz
- Rudolf von Pommer-Esche (1872–1952), Landrat der Kreise Grätz und Nordhausen
- Robert von Zedlitz und Neukirch (1872–1937), Landrat der Landkreise Waldenburg und Görlitz, Leiter der Landesverwaltung im besetzten Italien in Udine, Landesdirektor von Estland in Reval
- Hans Peter von Kotze (1873–1915), Landrat des Landkreises Wanzleben
- Matthias von Oppen (1873–1924), Regierungspräsident in Allenstein
- Ulrich von Heyden (1873–1963), Landrat in Ueckermünde und Prenzlau, Mitglied des Provinziallandtags von Brandenburg
- Melchior von Breitenbuch (1874–1940), Rittergutsbesitzer, Landrat der Kreise Iburg und Jerichow I
- Hans Joachim von Graevenitz (1874–1938), Landrat, Unterstaatssekretär
- Wilhelm von Lieres und Wilkau (1874–1948), Rittergutsbesitzer, Landrat des Landkreises Lüben
- Gottfried Rabe von Pappenheim (1874–1955), Landrat des Kreises Kassel, Landeshauptmann von Hessen
- Daniel zu Rantzau (1875–1936), Landrat des Landkreises Eiderstedt
- Dietloff von Arnim (1876–1945), Landrat des Landkreises Jüterbog-Luckenwalde, Landesdirektor, später Landeshauptmann der Provinz Brandenburg
- Adolf von und zu Gilsa (1876–1945), Rittergutsbesitzer, Landrat der Kreise Kirchhain, Schlüchtern und Gelnhausen
- Hans Ludolf von Kotze (1876–1952), Landrat des Landkreises Neuhaldensleben
- Georg von Erffa (1877–1937), Rittergutsbesitzer, Landrat des Landkreises Ziegenrück
- Wilhelm von Born-Fallois (1878–1934), Rittergutsbesitzer, Landrat des Kreises Samter
- Friedrich Graf von Degenfeld-Schonburg (1878–1969), Oberpräsident in Niederschlesien
- William Bernhard von Guenther (1878–1960), Rittergutsbesitzer, Landrat der Kreise Rawitsch und Liegnitz, Direktionsvorsitzender der Liegnitz-Rawitscher Eisenbahn-Gesellschaft
- Carl Oldwig von Natzmer (1878–1943), Landrat des Kreises Pleschen, Rittergutsbesitzer
- Tilo von Wilmowsky (1878–1966), Verwaltungsjurist und Industrieller
- Gottfried von und zu Gilsa (1879–1959), Rittergutsbesitzer, Landrat des Landkreises Demmin
- Joachim von Oppen (1879–1948), Präsident der Landwirtschaftskammer für die Provinz Brandenburg und für Berlin, Mitglied des Deutschen Landwirtschaftsrates
- Busso Bartels (1880–1944), Landrat des Kreises Weißenfels
- Herbert von Conrad (1880–1946), Rittergutsbesitzer, Landrat des Landkreises Wolmirstedt
- Gertzlaff von Hertzberg (1880–1945), Verwaltungsjurist, Politiker der Völkischen Bewegung
- Hans von Normann (1880–1918), Landrat des Landkreises Regenwalde
- Fritz von Born-Fallois (1881–1946), Landrat des Landkreises Karlsbad, Leiter des Ernährungsamtes für die Mark Brandenburg
- Rudolf von Erffa (1881–1972), Rittergutsbesitzer, Landrat des Landkreises Angermünde
- Julius von Weltzien (1881–1955), Jurist, Vorstand der Getreide-Industrie & -Commission AG
- Fritz Schoultz von Ascheraden (1882–1960), Landrat des Kreises Stallupönen
- Herbert Kraus (1884–1965), Gründer des völkerrechtlichen Instituts in Göttingen, Verteidiger in den Nürnberger Prozessen
- Rembert von Münchhausen (1884–1947), Landrat des Kreises Stolzenau, Rittergutsbesitzer
- Gustav von Nordenflycht (1885–1932), Vorstand der Deutschen Aktiengesellschaft für Landeskultur und der Zuckerkreditbank AG, Aufsichtsratsvorsitzender der Brandenburger Lebensversicherungs-AG
- Gustav Voigt (1886–1970), Landrat der Kreise Sangerhausen und Herzogtum Lauenburg
- Herbert von Wolff (1886–1967), Landrat, Richter am Preußischen Oberverwaltungsgericht, Ministerialrat im Reichs- und Bundesministerium des Innern
- Leopold von Knobloch (1887–1968), Landrat des Landkreises Stallupönen
- Ferdinand Freiherr von Nordenflycht (1887–1966), Polizeipräsident von Magdeburg, Direktor am Bundesrechnungshof
- Harald Mandt (1888–1974), Vorstandsvorsitzender der Albingia-Versicherung, Vizepräsident von Rotary-International
- Lebrecht zu Rantzau (1890–1920), Landrat des Landkreises Freystadt in Niederschlesien
- Friedrich von Werder (1891–1968), Polizeipräsident von Bielefeld
- Wolf von Wrangel (1897–1987), Landrat in Mohrungen, Oberkreisdirektor in Hann. Münden
- Gotthard Frhr. v. Falkenhausen (1899–1982), Präsident des Bundesverbandes deutscher Banken
- Friedrich Kraft Schenck zu Schweinsberg (1900–1985), Landrat des Landkreises Bremervörde, Erster Sozialgerichtsrat am Sozialgericht Hannover
- Henning von Rumohr (1904–1984), Landrat der Kreise Eiderstedt und Husum, Rittergutsbesitzer, Schriftsteller, Klosterprobst
- Friedemann Frhr. v. Münchhausen (1906–2002), Staatssekretär im Justizministerium des Landes Nordrhein-Westfalen
- Modest Graf von Korff (1909–1997), deutscher Verwaltungsjurist, SS-Hauptsturmführer
- Dietrich von Menges (1909–1994), Vorstandsvorsitzender der Gutehoffnungshütte, Ehrenpräsident der Industrie- und Handelskammer Essen
- Hans-Henning Becker-Birck (1937–2013), Verwaltungsjurist
- Tessen von Heydebreck (* 1945), Mitglied des Vorstandes der Deutschen Bank AG

### Diplomaten
- Felix Frhr. v. Gutschmid (1843–1905), Gesandter in Chile und Japan
- Friedrich Wilhelm v. Kleist (1851–1936), Ministerresident in Venezuela
- Max von Ratibor und Corvey (1856–1924), preußischer Gesandter in Weimar, deutscher Gesandter in Griechenland, Serbien und Portugal, deutscher Botschafter in Spanien
- Hans Paul von Humboldt-Dachroeden (1857–1940), Gesandter in Peru
- Claus von Below-Saleske (1866–1939), deutscher Gesandter in Bulgarien und Belgien, Leiter der Hofstaats- und Vermögensverwaltung des Prinzen Friedrich Heinrich von Preußen
- Georg Alfred Plehn (1868–1941), Gesandter in Brasilien
- Ernst Arthur Voretzsch (1868–1965), Botschafter in Tokio
- Otto von Radowitz (1880–1941), Gesandter in Luxemburg
- Theodor von Hahn (1880–1949), Konsul
- Georg von Broich-Oppert (1897–1979), Botschafter in Oslo, Vertreter der Bundesrepublik Deutschland bei den Vereinten Nationen
- Hasso von Etzdorf (1900–1989), Botschafter in London
- Heinrich Graf von Hardenberg (1902–1980), Botschafter in Costa Rica
- Josias von Rantzau (1903–1950), Gesandtschaftsrat in Bukarest, gestorben in sowjetischer Gefangenschaft
- Adam von Trott zu Solz (1909–1944), Mitglied des Kreisauer Kreises, Mitbeteiligter an der Planung des Hitler-Attentats vom 20. Juli 1944
- Robert von Förster (1913–1984), Botschafter in Lima und Bogotá
- Peter von Jagow (* 1937), Botschafter
- Friedrich-Carl Bruns (1947–2014), Ständiger Vertreter der Bundesrepublik Deutschland bei den UN-Organisationen in Rom

### Soldaten
- Wilhelm Eugen von Württemberg (1846–1877), württembergischer Stabsoffizier
- Curt von Pfuel (1849–1936), General der Kavallerie, Flügeladjutant von Kaiser Wilhelm II.
- Graf Paul Vitzthum von Eckstädt (1850–1911), General der Infanterie, Chef des Generalstabs der Sächsischen Armee
- Adolf zu Schaumburg-Lippe (1859–1916), General der Kavallerie
- Max zu Hohenlohe-Oehringen (1860–1922), Generalmajor
- Bruno von Reden (1870–1962), Oberstleutnant, Gutsbesitzer und Parlamentarier
- Wolf-Werner von der Schulenburg (1899–1944), Ritterkreuzträger
- Vollrath von Hellermann (1900–1971), General, Ritterkreuzträger
- Fritz-Dietlof Graf v. der Schulenburg (1902–1944), Regierungspräsident, Oberst, Mitbeteiligter an der Planung des Hitler-Attentats vom 20. Juli 1944
- Wilhelm von Salisch (1913–1945), Oberst, Träger des Eichenlaubs zum Ritterkreuz des Eisernen Kreuzes
- Friedrich Ferdinand Prinz zu Schleswig-Holstein-Sonderburg-Glücksburg (1913–1989), Ritterkreuzträger

### Mediziner
- Ferdinand Wahrendorff (1826–1898), Arzt und Klinikgründer
- Karl Frommann (1831–1892), Histologe
- August von Froriep (1849–1917), Anatom
- Felix Wesener (1855–1930), Internist
- Oskar de la Camp (1871–1925), Internist und Röntgenologe
- Wichard Frhr. v. Massenbach (1909–1998), Gynäkologe, Gründungsrektor der Medizinischen Akademie zu Lübeck
- Jürgen Bier (1943–2007), Kieferchirurg

### Kirchenmänner
- Hans Ludwig von Arnim (1889–1971), Kirchenjurist und Konsistorialpräsident
- Ernst Adalbert Voretzsch (1908–1991), Hochschullehrer für Christliche Archäologie und Kunstgeschichte
- Christian-Erdmann Schott (1932–2016), Pfarrer und Kirchenhistoriker
- Peter von Loeper (* 1957), Konsistorialpräsident der Pommerschen Evangelischen Kirche

### Sonstige
- Carl Haarmann (1823–1884), Anwalt, Montanindustrieller, Neugründer der Ilseder Hütte
- Franz Bessel (1825–1883), Professor an der Technischen Hochschule Hannover
- Theodor Piderit (1826–1912), Schriftsteller
- August Ritter (1826–1908), Mathematiker, Professor für Mechanik, Astrophysiker
- Otto Emil von Düring (1829–1912), Hausmarschall des Herzogs von Cumberland
- Martin Söhle (1832–1904), Notar, Bankier, Mitglied der Hamburgischen Bürgerschaft
- Ferdinand Lotheissen (1833–1887), Romanist und Kulturhistoriker
- Hugo Grahl (1834–1905), Agrarwissenschaftler
- Georg Ebers (1837–1898), Ägyptologe (Papyrus Ebers)
- Hans von Ramsay (1862–1938), Forschungsreisender
- Nikolaus von Manteuffel (1870–1933), kurländischer Kreismarschall
- Eckart von Naso („Seydlitz“) (1888–1976), Schriftsteller
- Gerd von Lettow-Vorbeck (1902–1974), Jagdschriftsteller
- Julius von dem Bussche-Haddenhausen (1906–1977), Gutsbesitzer, Bürgermeister von Hitzacker, Landrat des Landkreises Lüchow-Dannenberg
- Rudolf zur Lippe (1937–2019), Professor für Kulturtheorie und Ästhetik
- Leonhard von Dobschütz (* 1940), Wirtschaftswissenschaftler
- Peter Rohde (1940–2015), Ingenieur, Industriemanager
- Christoph von der Malsburg (* 1942), Physiker und Neurobiologe